# Международный инвестиционный арбитраж
Международный инвестиционный арбитраж — международное арбитражное разбирательство в споре между иностранным инвестором и принимающим инвестицию государством. 

Исторически, инвестиционный спор мог касаться, к примеру, нарушения концессионного договора и основываться на арбитражной оговорке, включенной в этот договор, или на законодательстве принимающего государства. В современном понимании, международный инвестиционный спор - это, прежде всего, спор о нарушении государством двустороннего или многостороннего международного договора о защите инвестиций.

## Договор о защите инвестиций
Двусторонний или многосторонний международный договор о защите инвестиций - ключевой элемент современной системы международного инвестиционного арбитража. Договор имеет двоякую роль: 

- выступает источником правового стандарта обращения с инвестором (материально-правовые нормы договора, такие как запрет экспроприации или справедливый и равный режим) и
- включает оферту государства, принимающего инвестицию, разрешить инвестиционный спор в арбитраже (процессуальная составляющая договора).

Обычно государства заключают двусторонний договор о защите инвестиций (bilateral investment treaty, BIT). Первый подобный договор был подписан между Германией и Пакистаном в 1959, в последующие 20 лет, до начала 1990-х было заключено около 400 подобных договоров. Практика заключения BIT достигла своего пика в середине 1990-х: к 2003 году было заключено более 2.100 договоров Двусторонние договоры о защите инвестиций, таким образом, составляют нормативную основу инвестиционного арбитража.

Многосторонние инвестиционные договоры большого распространения не получили. Со времен Havana Charter 1948 года предпринимался ряд попыток заключить всеохватывающее многостороннее соглашение о защите инвестиций, однако ни одна из них успехом пока не увенчалась. Несмотря на то, что тексты отдельных BIT в значительной степени подобны, согласование подходов различных стран к защите инвестиций оказалось пока невозможным.

На сегодняшний день в международном инвестиционном арбитраже, тем не менее, применяются отдельные многосторонние соглашения, которые содержат положения о защите инвестиций. Среди них наибольшее значение имеют:
- Соглашение о Североамериканской зоне свободной торговли между Канадой, Мексикой и США, вступившее в силу в 1994 году. Соглашение содержит детальный раздел о гарантиях прав иностранных инвесторов и положения о передаче споров между инвесторами и принимающими государствами в международный арбитраж. На сегодняшний день по Соглашению было проведено несколько десятков арбитражных разбирательств[7].
- Договор к Энергетической Хартии, подписанный в 1994 и вступивший в силу в 1998 году. Это многостороннее соглашение, регулирующее вопросы торговли и инвестирования, связанные с энергетикой и поставкой энергоресурсов. В рамках ДЭХ на сегодняшний день зарегистрировано более 30 арбитражных разбирательств, в том числе и крупнейшее из известных (по сумме иска) дело ЮКОС против России[8].

## Внешние ссылки
Международные ресурсы (на англ.)
- Investment treaty law - крупнейший ресурс решений и процессуальных документов в инвестиционных спорах (практически все публично доступные решения, работает с 2004 года).
- База данных Секретариата ДЭХ - список и информация по делам по Договору к Энергетической Хартии;
- Дела по NAFTA;
- Сайт Международного Центра по урегулированию инвестиционных споров - база данных решений, принятых под эгидой Центра и средства поиска;
- Kluwer Arbitration Blog, блог ведущего издательства юридической литературы Kluwer о международном арбитраже;
- Дайджест международного инвестиционного права, подготовленный Университетом Кёльна.

Ресурсы на русском языке
- Arbitrations.ru: Решения международных инвестиционных арбитражей и государственных судов по инвестиционным спорам с участием Российской Федерации;
- Arbitrate.in.ua (недоступная ссылка): Профессиональный арбитражный блог на русском языке.